# Mangatárem
Mangatárem  (en pangasinán: Mangatarëm) es un municipio filipino de primera categoría, situado en la isla de Luzón. Forma parte de la provincia de Pangasinán situada en la Región Administrativa de Ilocos, también denominada Región I.

## Geografía
Se trata del municipio más extenso de la provincia, situado al sur de la misma,  fronterizo con las provincias de Zambales y de Tarlac. Linda al noroeste con el municipio de Aguilar; al nordeste con el de Urbiztondo; al sureste con el de Camiling; y al oeste con los de Candelaria y Santa Cruz de Zambales. 
Hállase situada en los 125° 51´  35´´   longitud, 15° 50´  latitud, á la orilla de un río, en terreno es llano al E. y bastante elevado al O. por donde se encuentra
el monte Mapita á 2 ½ leguas del pueblo, en la cordillera que divide las provincias de Zambales y Pangasinán. Clima templado.

### Barangayes
El municipio de Mangatárem se divide, a los efectos administrativos, en 82 barangayes o barrios, conforme a la siguiente relación:
| - Andangin - Arellano Street (Población) - Bantay - Bantocaling - Baracbac - Peania Pedanía (Bedania) - Bogtong Bolo - Bogtong Bunao - Bogtong Centro - Bogtong Niog - Bogtong Silag - Buaya - Buenlag - Bueno - Bunagán - Bunlalacao - Calle de Burgos (Población) - Cabaluyan 1º - Cabaluyan 2º - Cabarabuán | - Cabaruán - Cabayaoasán - Cabayugán - Cacaoiten - Calumboyan del Norte - Calumboyan del Sur - Calvo (Población) - Casilagán - Catarataraán - Caturay del Norte - Caturay del Sur - Caviernesán - Dorongán Ketaket - Dorongán Linmansangan - Dorongán Punta - Dorongán Sawat - Dorongán Valerio - General Luna (Población) - Gómez (Población) | - Historia - Lawak Langka - Linmansangan - López (Población) - Mabini (Población) - Macarang - Malabobo - Malibong - Malunec(original) - Maravilla (Población) - Maravilla-Arellano Ensanche (Población) - Muelang - Naguilayan del Este - Naguilayan del Oeste - Nancasalán - Niog-Cabison-Bulaney - Olegario-Caoile (Población) - Olo Cacamposán - Olo Cafabrosán - Olo Cagarlitán - Osmeña (Población) - Pacalat | - Pampano - Parián - Paúl - Pogón-Aniat - Pogón-Lomboy (Población) - Ponglo-Baleg - Ponglo-Muelag - Quetegán (Pogón-Baleg) - Quezón (Población) - Salavante - Sapang - Sonsón Ongkit - Suaco - Tagac - Takipán - Talogtog - Tococ Barikir - Torre 1º - Torre 2º - Torres Bugallón (Población) - Umangán - Zamora (Población) |  |

### Demografía
A mediados del siglo XIX, año de 1845,  contaba con 6.600 almas, de las cuales 1.442 contribuían con  14.420 reales de plata, equivalentes a 56.850 reales de vellón.

## Historia
Dos leñadores trabajaban ene esta zona boscosa donde se ubica el municipio, uno tenía para comer un mango, el otro las ostras.
Al verlos los lugareños exclamaron: "Manga ken Tirem". De esta  expresión, que en idioma ilocano significa del mango y de la ostra, proviene el nombre Mangatárem.
A mediados del siglo XIX Magatarem formaba parte de la provincia de Pangasinán.

"...MANGATAREM: pueblo con cura y gobernadorcillo, en la isla de Luzón, provincia de Pangasinan, diócesis de Nueva Segovia..." 

"... ..." 

"...el TERMINO CONFINA por N. con el del pueblo de Aguilar á
2 ½ leg.; por E. con el de San Miguel de Camiling á 2 ½ id.; por N. E. con el de Malasique á 2 ½ id.; y por O. se estiende el término considerablemente basta los límites de la prov. de Zambales..."
Diccionario Buzeta, 195-MAN 1850